# 夜幕低垂 (電影)
《夜幕低垂》（英語：When Night Is Falling）是一部加拿大的愛情電影，由派翠西亞·羅澤瑪寫劇本及執導，帕絲卡‧巴絲瑞及瑞秋·克劳福德等演出。電影描述兩名不同背景的女子偶遇而墜入愛河之經過。

## 劇情
馬戲團出身的Petra，偶然結識獨坐洗衣店、為逝去寵物哭泣的嘉美。
嘉美是一位任職於教會大學的文學教授，有個為了「官場得意」而求婚的男友馬田。不過很顯然地，馬田不甚在乎嘉美的感受或她過世的愛犬。
Petra對嘉美一見鍾情地著迷，灑脫地、毫不顧忌地追求她心儀的女性。而這一切被嘉美的上司看在眼裡，他示意嘉美不應有一段「畸形戀情」。面對男友的求婚，以及有好感卻無法直接回應情感的Petra，嘉美從未想過自己陷入一個不同於其他女性的決定。
嘉美時常走入Petra的馬戲團，雙方愈發受彼此牽引。有一回，Petra牽起嘉美的手，翩翩起舞並笑著說：「有什麼比與我最愛的人共舞還來得有尊嚴？」嘉美不禁為之動容，更加確信自己的心意。不料，在她倆享受「鴦鴦之樂」的同時，馬田則隔著門縫在外頭看著。
瞠目結舌的馬田確認嘉美走後，便憤怒地捶打廂型車，使得向來豪放大膽的Petra嗚咽起來。嘉美帶著打算和馬田分手的念頭返回住處，只見馬田老早等著，還將嘉美愛犬的屍體從冰箱取出，擱置桌面。嘉美三番兩次的被岔開話題，伴隨著馬田神色鋒利的警語，兩人的關係在此告終。
帶著愛犬的屍體，嘉美來到一處雪地

## 演員
- 帕絲卡‧巴絲瑞（英语：Pascale Bussières） 飾 嘉美
- 瑞秋·克劳福德（英语：Rachael Crawford） 飾 Petra Soft
- 亨利·科澤尼 飾 馬田
- David Fox 飾 DeBoer牧師
- Don McKellar 飾 Timothy
- Tracy Wright 飾 Tory
- Clare Coulter 飾 Tillie（特別演出）
- Karyne Steben 飾 第一名高空鞦韆特技人
- Sarah Steben 飾 第二名高空鞦韆特技人
- Jonathan Potts 飾 第一名懸掛式滑翔員
- Tom Melissis 飾 第二名懸掛式滑翔員
- Stuart Clow 飾 第三名懸掛式滑翔員
- Richard Farrell 飾 董事長
- Fides Krucker 飾 咆哮的女人
- Thom Sokoloski 飾 有山羊鬍子的男人

## 評論
美國電影評論家罗杰·埃伯特與以負評論斷《夜幕低垂》。
在Rotten Tomatoes上，正面評論為50百分比，而評論者清一色為男性，遂有年輕一代的媒體系學生提出質疑：「為何一部關於女性之間情慾互動的電影，不是被能感同身受的女性評論家所操縱？異性戀男性絕對無法體驗，因為他們不會亦不能用女性深愛著另一女性的方式來溫柔看待對方！」

## 外部鏈結
- 互联网电影数据库（IMDb）上《夜幕低垂》的资料（英文）
- AllMovie上《When Night is Falling》的资料（英文）